# Литва и евро
Литва, будучи государством-членом Евросоюза, присоединилась к еврозоне 1 января 2015 года.
Она стала последней из трёх стран Балтии, принявшей евро после Эстонии (2011) и Латвии (2014). До этого её валюта, лит, была привязана к евро на уровне 3,4528 лита за 1 евро.

## История
Все члены Европейского союза, за исключением Дании, согласно договору обязаны присоединиться к евро после выполнения определённых экономических критериев. Литовский лит принимал участие в ERM II с 28 июня 2004 года и был привязан к евро по курсу 3,45280 лита = 1 евро. Сначала Литва установила 1 января 2007 года как целевую дату присоединения к евро, а в марте 2006 года обратилась в Европейскую комиссию и Европейский центральный банк с просьбой провести оценку их готовности принять валюту. В отчёте Комиссии установлено, что хотя Литва соответствует четырём из пяти критериев, среднегодовая инфляция в стране составила 2,7 %, превысив предел в 2,6 %. В результате Комиссия пришла к выводу, что «в настоящее время не должно быть никаких изменений в статусе Литвы как государства-члена ЕС». Литва является единственной страной, которой было первоначально отказано в принятии евро после запроса на проверку конвергенции.
В декабре 2006 года правительство одобрило новый план конвергенции, который перенёс ожидаемую дату принятия на период после 2010 года из-за инфляции. В 2007 году премьер-министр Гедиминас Киркилас заявил, что надеется на принятие евро примерно в 2010-11 годах. В целом высокая инфляция, достигшая пика в 12,7 % в июне 2008 года (значительно выше предела в 4,2 % того времени), задержала этот процесс. На момент европейского долгового кризиса 2010 года ожидаемая дата перехода была перенесена на 2014 год. Литва выразила заинтересованность в предложении МВФ о том, чтобы страны, которые не могут отвечать Маастрихтским критериям, могли «частично принять» евро, используя валюту, но не получая места в Европейском центральном банке. Интервью с министром иностранных дел и премьер-министром в мае и августе 2012 года соответственно подчеркнули, что Литва всё ещё стремится присоединиться к еврозоне, но не будет устанавливать целевой даты, пока состояние еврозоны после кризиса не станет ясным.

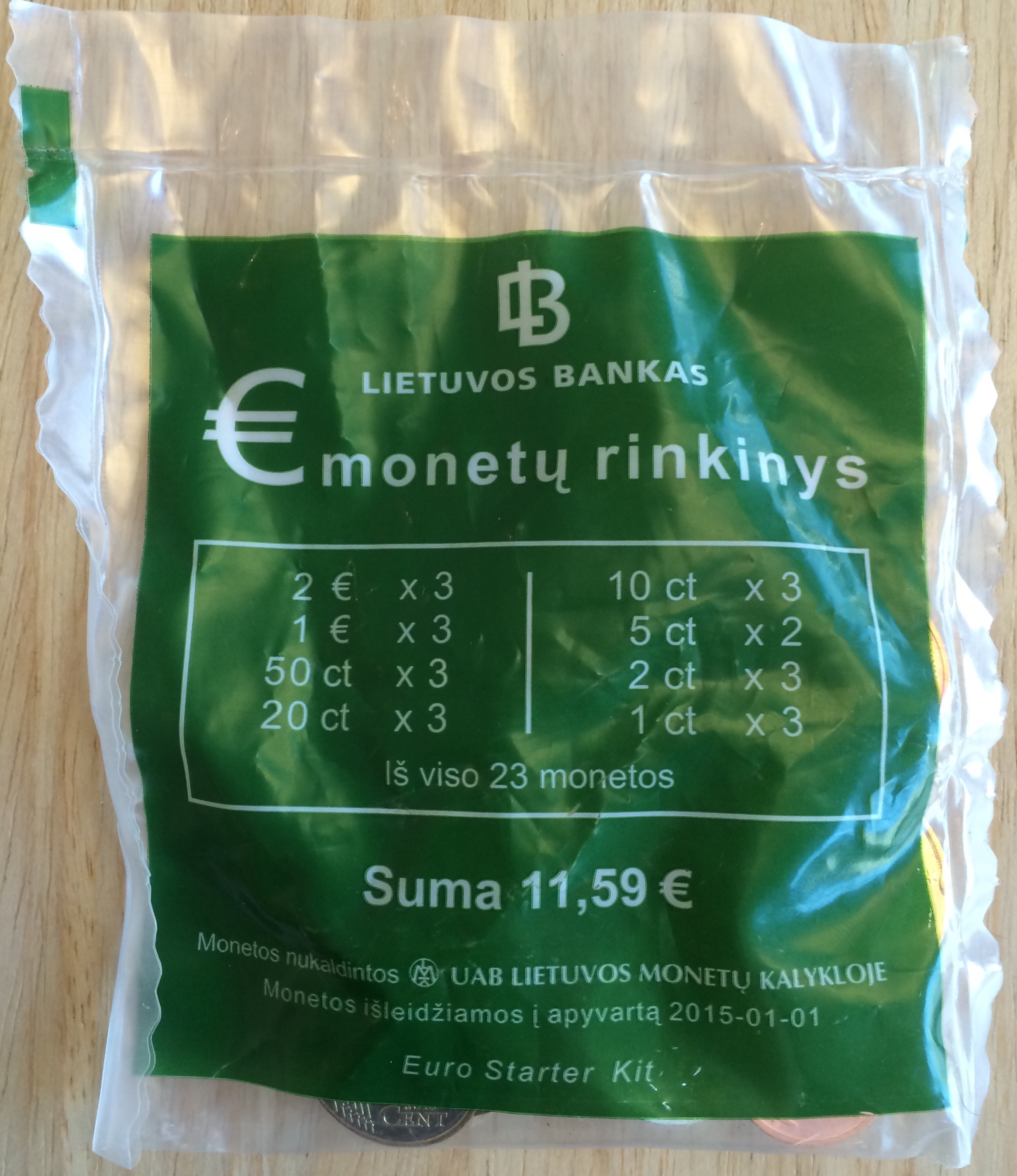
Стартовый комплект литовского евро

Во время избирательной кампании в парламент Литвы 2012 года социал-демократы, как сообщалось, предпочитали отложить принятие евро с 2014 года на 1 января 2015 года. После завершения второго тура выборов в октябре Социал-демократическая партия, Партия труда и Порядок и справедливость получили большинство и сформировали новое правительство, а партии коалиции должны были принять предложенную отсрочку введения евро.
Когда премьер-министр Альгирдас Буткявичюс представил новое правительство в декабре, скорейшее вступление в еврозону было названо одним из ключевых приоритетов для правительства. Премьер-министр отметил: «Январь 2015 года — это реальная дата. Но может произойти так, что мы попытаемся перейти на евро вместе с Латвией в январе 2014 года. Пусть пройдёт первый квартал (2013 года), а мы подумаем». Однако в январе 2013 года премьер-министр объявил, что правительство и Банк Литвы договорились о целевой дате 2015 года. В феврале 2013 года правительство Литвы утвердило план перехода на евро в 2015 году. К середине января 2014 года Альгирдас Буткявичюс и Лорета Граужинене (тогдашний спикер Сейма) публично подтвердили необходимость принятия евро в 2015 году.
Согласно данным Банка Литвы, к октябрю 2013 года Литва соответствовала 4 из 5 критериев, за исключением государственного дефицита (3,2 % ВВП), который превышал предел в 3,0 %. Правительство Литвы ожидало, что к первому кварталу 2014 года этот показатель снизится до 2,9 %. В апреле 2014 года комитет Европейского парламента по экономическим и валютным вопросам дал предварительное согласие на присоединение Литвы к еврозоне 1 января 2015 года, придя к выводу, что страна отвечает всем критериям в соответствии с экономическими данными за первые месяцы 2014 года. Парламент Литвы одобрил закон о переходе на евро в апреле 2014 года, а в своих двухлетних отчётах, опубликованных 4 июня, Европейская комиссия определила, что страна удовлетворяет критериям конвергенции. Европейский центральный банк не смог прийти к выводу, готова ли страна присоединиться к еврозоне. 16 июля Европарламент проголосовал за переход Литвы на евро. 23 июля Совет министров ЕС одобрил это решение, расчистив путь Литве к принятию евро 1 января 2015 года.

## Общественное мнение
Опрос Eurobarometer в апреле 2013 показал, что 41 % литовцев поддерживали переход на евро, а 55 % были против. Тогда произошло уменьшение поддержки на 3 % по сравнению с годом ранее. Опрос Евробарометра в сентябре 2014 показал, что 49 % литовцев выступают против введения евро, а 47 % поддерживают его.
Опрос общественного мнения накануне принятия евро показал неоднозначные результаты. Опрос Baltic Surveys (Baltijos Tyrimai) для евроскептической партии «Европейцы, объединённые за демократию», проведённый 14-24 ноября, показал, что 49 % литовцев не согласны с решением своего правительства ввести евро, тогда как 26 % литовцев его одобряют (5 % полностью, 21 % скорее за). 57 % респондентов считали, что правительство поступило неправильно, введя евро без референдума по этому вопросу. Однако опрос, проведённый компанией Berent Research Baltic для Банка Литвы с 3 по 26 ноября, показал, что 53 % населения поддерживают новую валюту, а 39 % относятся скептически.

## Монеты
Литовские монеты евро имеют одинаковую национальную сторону для всех номиналов с изображением символа Витис и названия страны «Lietuva». Дизайн был объявлен 11 ноября 2004 года после опроса общественного мнения, проведённого Банком Литвы. Его создал скульптор Антанас Жукаускас. Единственное отличие между монетами состоит в том, что монеты в один и два евро имеют вертикальные линии на внешнем круге, монеты в пятьдесят, двадцать и десять центов имеют горизонтальные линии на внешнем круге, а монеты в пять, два и один цент не имеют линий на внешнем круге. В январе 2014 было объявлено, что на всех монетах будет напечатано «2015», чтобы отразить год принятия евро в Литве. Для чеканки монет был выбран Литовский монетный двор.

## Вступление в еврозону
Литва официально присоединилась к еврозоне 1 января 2015 года, а Центральный банк Литвы предложил обменный курс 3,4528 лита за евро. Сразу после начала Нового года премьер-министр Альгирдас Буткявичюс впервые в стране снял наличные в евро. Сообщалось, что почти все банкоматы страны будут выдавать евро в течение 30 минут после Нового года. В Брюсселе здание Еврокомиссии завесили баннером с приветствием Литвы в еврозоне.
В ноябре 2014 года Европейская комиссия рекомендовала Литве продлить предусмотренный законом период двойного отображения цен ещё на шесть месяцев, чтобы он продлился до 31 декабря 2015 года. Литва не приняла эту рекомендацию, и обязательное двойное отображение цен истекло 1 июля 2015 года.

### Ротация прав голоса в Совете управляющих ЕЦБ
17 июня 2014 года Deutsche Bundesbank обнародовал заявление, в котором говорилось о том, что «Литва может повлечь за собой ротацию прав голоса в Совете управляющих ЕЦБ. Фактически, верное введение евро в этой маленькой балтийской стране в начале следующего года приведёт к тому, что количество руководителей национальных центральных банков (НЦБ) в Совете управляющих ЕЦБ впервые превысит 18. Это приведёт к изменению процедуры голосования, направленной на то, чтобы решения всё ещё могли приниматься эффективно в растущей Евросистеме. Это откроет путь для внедрения модифицированной системы голосования, подобной системе Федеральной резервной системы США».